# Venas anteriores del cráneo
Las venas anteriores del cráneo o frontales del cráneo (TA: venae supratrochleares) son dos venas (cada una iniciada en un plexo venoso en la parte alta de la frente) que se comunica con las ramas frontales de la vena temporal superficial y  que se extienden hasta la nariz, sitio en el que se unen con la vena supraorbital para formar la vena angular.
Las venas convergen para formar un solo tronco, que corre hacia abajo cerca de la línea media de la frente paralela a la vena del lado opuesto. Las dos venas están unidas, en la raíz de la nariz, por una rama transversal, llamada arco nasal, que recibe algunas pequeñas venas del dorso de la nariz. 
Ocasionalmente las venas frontales se unen para formar un solo tronco, que se bifurca en la raíz de la nariz en las dos venas angulares.